# Екатерина Симидчиева
Екатерина Авксентиева Симидчиева или Симитчиева е българска учителка, деятелка на Вътрешната македоно-одринска революционна организация и борец за църковна независимост в Македония.

## Биография
Екатерина Симидчиева е родена в град Скопие през 1872 година. Сестра е на революционера и публицист Лазар Симидчиев. Завършва Солунската българска девическа гимназия, след което заминава за Куманово и там става учителка в българско екзархийско училище, където основава женско дружество. Омъжва се за Авксенти Георгиев – син на богат и влиятелен българин от града. С него има син – Борис Борозанов. На годишния акт на училището пред турския валия вместо даденото ѝ стихотворение тя изрича бунтовни слова. Привлечена е във ВМОРО от Гьорче Петров и става куриер и апостол на организацията – пътува из селата, в Щип се среща с Даме Груев.
Когато сърбоманите в родния ѝ град искат да обсебят български църковен имот за изграждане на сръбска църква, макар и в напреднала бременност тя повежда кумановските жени, които зариват основите на строящата се църква и пред остриетата на войнишките щикове произнася: „Ние сме на бащинията си. Оттук никой няма право да ни изпъди.“ На 24 август напрежението в града ескалира. Местните българки водени от безстрашната Екатерина влизат в църковната нива, където преди това е поставен основния камък на сърбоманската църква и разрушават положените основи. Османската власт веднага реагира и изпраща подразделение с въоръжени войници, чиято задача е да изтласкат извън рамките на имота негодуващите българки. Пристигналите войници, виждайки се в неведение как да изкарат от мястото разярените жени, надяват малки ножове на върха на пушките си и с тях успяват до края на деня да освободят църковната нива. При станалите сблъсъци мнозина жени са ранени. Но най-много пострадва предводителката на народното недоволство – учителката Екатерина. Тя е тежко ранена в корема от удар с приклад. Няколко дни по-късно помята и от предизвиканите усложнения на 2 септември умира.

## Памет
Първото женско македоно-одринско благотворително дружество, което носи нейното име, е учредено на 3 октомври 1899 г. в София. Една от дейностите му е провеждането на вечеринки, на които известни български общественици и интелектуалци четат реферати, разглеждащи различни етапи от националноосвободителните борби на българското население в Македония. Във връзка с убийството на българската учителка Екатерина Симидчиева от Куманово из цялата страна се провеждат протести и панихиди. На 19 октомври 1899 г. такъв акт се устройва и в Дупница. Вестник „Реформи“ отбелязва тази патриотична проява на дупничани: „По инициатива на женското и македонското дружество в града ни със знамена начело и с участие на чиновничеството, учителското тяло, ученици и многоброен народ в двора на черквата „Св. Георги“ се отслужи панихида за упокой на душата на Кумановската героиня Екатерина Симидчиева“. Същата година Иван Вазов публикува стихотворението „Героиня“ за Екатерина Симидчиева. По време на Хуриета през 1909 година и в Скопие е основано женско благотворително дружество на нейното име. По време на българското управление в Македония през Втората световна война на нейно име са кръстени читалищата в град Куманово и в кумановското село Градище.
По повод една година от нейната смърт, през есента на 1900 г. Пловдивският женски клуб публикува кратък сборник.
В град Варна има улица, кръстена на нейно име. Към 1942 година улица на нейно име има и в София (Карта).